# Hegyeshalmi Lajos
Hegyeshalmi Lajos, születési és 1884-ig használt nevén Fischer Lajos, névváltozat: Hegyeshalmy (Pest, 1862. október 21. – Budapest, 1925. március 7.) magyar politikus, kereskedelemügyi- és pénzügyminiszter, országgyűlési képviselő. Az államtudományok doktora.

## Életpályája
Szülei: Fischer Frigyes és Braun Erzsébet voltak. Középiskoláit a budapesti mintagimnáziumban járta ki. Egyetemi tanulmányait a budapesti egyetemen végezte el. 1881–1882 között önkéntes katonai szolgálatot teljesített. Jogi tanulmányai után a Magyar Országos Bank vezértitkára volt. A Postatakarékpénztár, majd az Országos Statisztikai Hivatal tisztviselőjeként dolgozott. 1896-tól a kereskedelemügyi minisztérium vám- és külkereskedelmi osztályán működött. 1910–1914 között az Államvasutak elnökhelyettese volt. 1917-ben a miniszterközi Vas-bizottság ügyvezető elnöke lett. 1919. szeptember 17. és 1919. november 24. között kereskedelemügyi miniszter volt a Friedrich-kormányban. 1921. szeptember 27. és 1921. október 4. között ideiglenes pénzügyminiszter volt a Bethlen-kormányban. 1920-tól a Keresztény Nemzeti Egyesülés Pártja, 1922-től a Keresztény Nemzeti Egység Pártja programjával nemzetgyűlési képviselő volt.
Temetése a Fiumei úti sírkertben történt. Obeliszk jellegű síremlékének (Jobb oldali falsírboltok, J-209.) csak a talapzata maradt fenn, a Nemzeti sírkert része.

## További információk

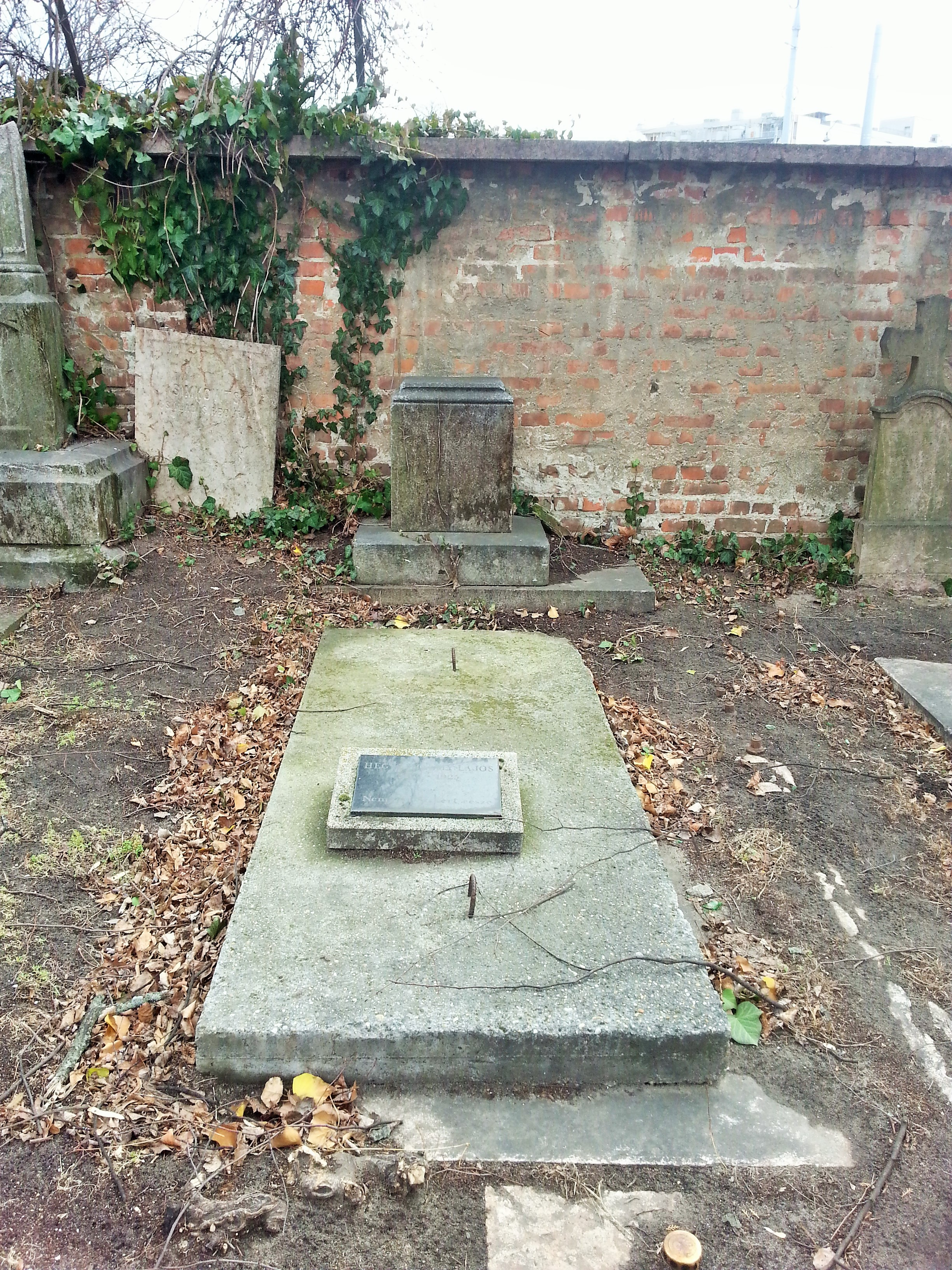
Sírja a Fiumei úti sírkertben